# Élections en Irlande (pays)
L'État d'Irlande organise des élections à l'échelle nationale pour élire son Président et son Assemblée Nationale, le Dáil Éireann.  Le Président est élu pour sept ans et l’assemblée pour cinq ans. Les élections sont organisées par les services du Gouvernement.
L'électorat du Dáil comprend tous les citoyens irlandais ou britanniques ayant plus de 18 ans et résidant en Irlande. L’élection au Dáil est appelée Élection Générale.
Les résidents en Irlande qui sont citoyens d’un pays de l’Union européenne peuvent participer à l’élection européenne se déroulant en Irlande et aux élections municipales.
Depuis la création de l’État d’Irlande, deux partis politiques dominent les élections, le Fianna Fáil et le Fine Gael. Le système électoral est une forme de représentation semi proportionnelle avec comme conséquence l’existence de nombreux gouvernements de coalition.
À l’heure actuelle sept partis politiques sont représentés aux Oireachtas.

## Les élections générales

### Résultats des élections de 1923 à 1937
| Élection    | Date              | Président           | Parti               | Durée en jours |
| ----------- | ----------------- | ------------------- | ------------------- | -------------- |
| 1923        | 27 août 1923      | William T. Cosgrave | Cumann na nGaedhael | 1382           |
| 1927 (juin) | 9 juin 1927       | W. T. Cosgrave      | Cumann na nGaedhael | 98             |
| 1927 (Sept) | 15 septembre 1927 | W. T. Cosgrave      | Cumann na nGeadhael | 1615           |
| 1932        | 16 février 1932   | Éamon de Valera     | Fianna Fáil         | 343            |
| 1933        | 24 janvier 1933   | Éamon de Valera     | Fianna Fáil         | 1619           |

### Résultats des élections depuis 1937
| Élection   | Date             | Taoiseach          | Parti               | Durée en jours |
| ---------- | ---------------- | ------------------ | ------------------- | -------------- |
| 1937       | 1er juillet 1937 | Éamon de Valera    | Fianna Fáil         | 351            |
| 1938       | 17 juin 1938     | Éamon de Valera    | Fianna Fáil         | 1832           |
| 1943       | 23 juin 1943     | Éamon de Valera    | Fianna Fáil         | 342            |
| 1944       | 30 mai 1944      | Éamon de Valera    | Fianna Fáil         | 1345           |
| 1948       | 4 février 1948   | John A. Costello   | première coalition  | 1211           |
| 1951       | 30 mai 1951      | Éamon de Valera    | Fianna Fáil         | 1084           |
| 1954       | 18 mai 1954      | John A. Costello   | deuxième coalition  | 1022           |
| 1957       | 5 mars 1957      | Éamon de Valera    | Fianna Fáil         | 1674           |
| 1961       | 4 octobre 1961   | Seán Lemass        | Fianna Fáil         | 1281           |
| 1965       | 7 avril 1965     | Seán Lemass        | Fianna Fáil         | 1533           |
| 1969       | 18 juin 1969     | Jack Lynch         | Fianna Fáil         | 1351           |
| 1973       | 28 février 1973  | Liam Cosgrave      | Coalition nationale | 1569           |
| 1977       | 16 juin 1977     | Jack Lynch         | Fianna Fáil         | 1456           |
| 1981       | 11 juin 1981     | Garret FitzGerald  | FG–Lab              | 252            |
| 1982 (fév) | 18 février 1982  | Charles J. Haughey | Fianna Fáil         | 279            |
| 1982 (nov) | 24 novembre 1982 | Garret FitzGerald  | FG–Lab              | 1546           |
| 1987       | 17 février 1987  | Charles J. Haughey | Fianna Fáil         | 849            |
| 1989       | 15 juin 1989     | Charles J. Haughey | FF–PD               | 1259           |
| 1992       | 25 novembre 1992 | Albert Reynolds    | FF - Lab            | 1654           |
| 1997       | 6 juin 1997      | Bertie Ahern       | FF–PD               | 1806           |
| 2002       | 17 mai 2002      | Bertie Ahern       | FF–PD               | 1833           |
| 2007       | 24 mai 2007      | Bertie Ahern       | FF–GP–PD            | 1343           |
| 2011       | 25 février 2011  | Enda Kenny         | FG-Lab              | 1803           |
| 2016       | 26 février 2016  | Enda Kenny         | FG                  | 1405           |
| 2020       | 8 février 2020   | Micheál Martin     | FF-FG-Verts         | –              |

## Élection présidentielle
Le Président d’Irlande est élu par les citoyens irlandais âgés de plus de dix-huit ans tous les sept ans sauf en cas de vacance prématurée (dans ce cas là l’élection doit se tenir dans les soixante jours). Le président est élu au scrutin universel à un tour.